# Stomis
Stomis (лат. , от др.-греч. στόμις «не повинующийся узде, непокорный») — род жужелиц из подсемейства Pterostichinae.

## Описание
Мандибулы длинные, сильно торчащие вперёд. Внутренняя лопасть максилл перед вершиной лишь слабо изогнута. Первый сегмент усиков длинный.

## Систематика
В составе рода:
- Stomis benoiti Jeannel, 1953
- Stomis bucciarellii Pesarini, 1979
- Stomis elegans Chaudoir, 1861
- Stomis pumicatus (Panzer, 1796)
- Stomis roccae Schatzmayr, 1925
- Stomis rostratus (Sturm in Duftschmid, 1812)